# Bahnstrecke Bakov nad Jizerou–Ebersbach
| Streckennummer (DB): | 6586 (Staatsgrenze–Ebersbach); sä. RE (Rumburk–Ebersbach) |                                                          |                                                          |
| Kursbuchstrecke (SŽ): | 080, 081, 088                                             |                                                          |                                                          |
| Streckenlänge: | 98,494 km                                                 |                                                          |                                                          |
| Spurweite: | 1435 mm (Normalspur)                                      |                                                          |                                                          |
| Streckengeschwindigkeit: | 100 km/h                                                  |                                                          |                                                          |
| |                                                           |                                                          |                                                          |
| \| \| \| von Praha hl. n. (vorm. BNB) \| \| \| \| 0,000 \| Bakov nad Jizerou früher Bakov \| Bakov nad Jizerou früher Bakov \| \| \| \| nach Turnov (vorm. BNB) \| \| \| \| 2,085 \| Malá Bělá \| Malá Bělá \| \| \| \| Rečkovská lesní dráha (Waldbahn Rečkov) \| \| \| \| 6,714 \| hr. Papírny \| hr. Papírny \| \| \| 6,848 \| Bělá pod Bezdězem zastávka \| Bělá pod Bezdězem zastávka \| \| \| 9,792 \| Bělá pod Bezdězem früher Weisswasser \| Bělá pod Bezdězem früher Weisswasser \| \| \| 13,724 \| Bělá pod Bezdězem město \| Bělá pod Bezdězem město \| \| \| 15,507 \| Protektoratsgrenze (1938–1945) \| Protektoratsgrenze (1938–1945) \| \| \| 18,610 \| Bezděz früher Bösig \| Bezděz früher Bösig \| \| \| 23,415 \| Okna früher Woken \| Okna früher Woken \| \| \| 29,283 \| Doksy früher Hirschberg \| Doksy früher Hirschberg \| \| \| 31,209 \| Staré Splavy früher Thammühl \| Staré Splavy früher Thammühl \| \| \| 35,082 \| Jestřebí u České Lípy früher Habichtstein \| Jestřebí u České Lípy früher Habichtstein \| \| \| 38,118 \| Srní u České Lípy früher Rehdörfel \| Srní u České Lípy früher Rehdörfel \| \| \| \| nach výh. Žizníkov (–Liberec) \| \| \| \| \| Liberec–Řetenice \| \| \| \| \| von Řetenice–Lovosice (vorm. ATE) \| \| \| \| 44,867 \| Česká Lípa früher Böhmisch Leipa \| Česká Lípa früher Böhmisch Leipa \| \| \| \| nach Liberec (vorm. ATE) \| \| \| \| \| nach Benešov nad Ploučnicí (vorm. BNB) \| \| \| \| 47,000 \| Česká Lípa střelnice früher Böhmisch Leipa Haltestelle \| Česká Lípa střelnice früher Böhmisch Leipa Haltestelle \| \| \| \| nach Kamenický Šenov (vorm. LB Böhm. Leipa–Steinschönau) \| \| \| \| 53,384 \| Skalice u České Lípy früher Langenau \| Skalice u České Lípy früher Langenau \| \| \| 57,089 \| Nový Bor früher Haida \| Nový Bor früher Haida \| \| \| \| von Jablonné v Podještědí (vorm. BNB) \| \| \| \| 62,192 \| Svor früher Röhrsdorf \| Svor früher Röhrsdorf \| \| \| \| Scheitelpunkt \| 559 m \| \| \| 68,629 \| Nová Huť v Lužických horách früher Neuhütte-Lichtenwalde \| Nová Huť v Lužických horách früher Neuhütte-Lichtenwalde \| \| \| \| von Děčín hl.n. (vorm. BNB) \| \| \| \| 70,802 \| Jedlová früher Tannenberg \| 554 m \| \| \| 70,406 \| Chřibská früher Schönfeld-Oberkreibitz \| Chřibská früher Schönfeld-Oberkreibitz \| \| \| 80,087 \| Rybniště früher Kreibitz-Teichstatt \| Rybniště früher Kreibitz-Teichstatt \| \| \| \| nach Varnsdorf (vorm. BNB) \| \| \| \| 83,020 \| Krásná Lípa město \| Krásná Lípa město \| \| \| 84,890 \| Krásná Lípa früher Schönlinde \| Krásná Lípa früher Schönlinde \| \| \| \| nach Panský (vorm. Nordböhmische Industriebahn) \| \| \| \| \| von Mikulášovice (vorm. Nordböhmische Industriebahn) \| \| \| \| \| von Sebnitz (Sachs) (vorm. BNB) \| \| \| \| 90,912 \| Rumburk früher Rumburg \| Rumburk früher Rumburg \| \| \| 93,470 \| Rumburk zastávka \| Rumburk zastávka \| \| \| 96,557 \| Jiříkov-Filipov \| Jiříkov-Filipov \| \| \| 97,488 \| Jiříkov výh. č.1 \| Jiříkov výh. č.1 \| \| \| \| \| \| \| \| \| vlečka \| \| \| \| 97,690 \| Staatsgrenze Tschechien–Deutschland \| Staatsgrenze Tschechien–Deutschland \| \| \| \| von Oberoderwitz \| \| \| \| 97,855 \| Jiříkov \| Jiříkov \| \| \| 98,494 \| Ebersbach (Sachs) früher Georgswalde-Ebersbach \| 361 m \| \| \| \| nach Wilthen \| \| \| \| \| nach Löbau (Sachs) \| \| \| \| \| \| \| \| Quellen: [1][2] Frühere Namen Stand 1913. \| \| \| \| |                                                           |                                                          |                                                          |
| Strecke |                                                           | von Praha hl. n. (vorm. BNB)                             | von Praha hl. n. (vorm. BNB)                             |
| Bahnhof | 0,000                                                     | Bakov nad Jizerou früher Bakov                           | Bakov nad Jizerou früher Bakov                           |
| Abzweig geradeaus und nach rechts |                                                           | nach Turnov (vorm. BNB)                                  | nach Turnov (vorm. BNB)                                  |
| Haltepunkt / Haltestelle | 2,085                                                     | Malá Bělá                                                | Malá Bělá                                                |
| Kreuzung geradeaus oben (Querstrecke außer Betrieb) |                                                           | Rečkovská lesní dráha (Waldbahn Rečkov)                  | Rečkovská lesní dráha (Waldbahn Rečkov)                  |
| Blockstelle | 6,714                                                     | hr. Papírny                                              | hr. Papírny                                              |
| Haltepunkt / Haltestelle | 6,848                                                     | Bělá pod Bezdězem zastávka                               | Bělá pod Bezdězem zastávka                               |
| Bahnhof | 9,792                                                     | Bělá pod Bezdězem früher Weisswasser                     | Bělá pod Bezdězem früher Weisswasser                     |
| Haltepunkt / Haltestelle | 13,724                                                    | Bělá pod Bezdězem město                                  | Bělá pod Bezdězem město                                  |
| Grenze | 15,507                                                    | Protektoratsgrenze (1938–1945)                           | Protektoratsgrenze (1938–1945)                           |
| Bahnhof | 18,610                                                    | Bezděz früher Bösig                                      | Bezděz früher Bösig                                      |
| Bahnhof | 23,415                                                    | Okna früher Woken                                        | Okna früher Woken                                        |
| Bahnhof | 29,283                                                    | Doksy früher Hirschberg                                  | Doksy früher Hirschberg                                  |
| Haltepunkt / Haltestelle | 31,209                                                    | Staré Splavy früher Thammühl                             | Staré Splavy früher Thammühl                             |
| Bahnhof | 35,082                                                    | Jestřebí u České Lípy früher Habichtstein                | Jestřebí u České Lípy früher Habichtstein                |
| Bahnhof | 38,118                                                    | Srní u České Lípy früher Rehdörfel                       | Srní u České Lípy früher Rehdörfel                       |
| Abzweig geradeaus, nach rechts und von rechts |                                                           | nach výh. Žizníkov (–Liberec)                            | nach výh. Žizníkov (–Liberec)                            |
| Kreuzung geradeaus unten |                                                           | Liberec–Řetenice                                         | Liberec–Řetenice                                         |
| Abzweig geradeaus und von rechts |                                                           | von Řetenice–Lovosice (vorm. ATE)                        | von Řetenice–Lovosice (vorm. ATE)                        |
| Bahnhof | 44,867                                                    | Česká Lípa früher Böhmisch Leipa                         | Česká Lípa früher Böhmisch Leipa                         |
| Abzweig geradeaus und ehemals nach rechts |                                                           | nach Liberec (vorm. ATE)                                 | nach Liberec (vorm. ATE)                                 |
| Abzweig geradeaus und nach links |                                                           | nach Benešov nad Ploučnicí (vorm. BNB)                   | nach Benešov nad Ploučnicí (vorm. BNB)                   |
| Haltepunkt / Haltestelle | 47,000                                                    | Česká Lípa střelnice früher Böhmisch Leipa Haltestelle   | Česká Lípa střelnice früher Böhmisch Leipa Haltestelle   |
| Abzweig geradeaus und ehemals nach links |                                                           | nach Kamenický Šenov (vorm. LB Böhm. Leipa–Steinschönau) | nach Kamenický Šenov (vorm. LB Böhm. Leipa–Steinschönau) |
| Haltepunkt / Haltestelle | 53,384                                                    | Skalice u České Lípy früher Langenau                     | Skalice u České Lípy früher Langenau                     |
| Bahnhof | 57,089                                                    | Nový Bor früher Haida                                    | Nový Bor früher Haida                                    |
| Abzweig geradeaus und ehemals von rechts |                                                           | von Jablonné v Podještědí (vorm. BNB)                    | von Jablonné v Podještědí (vorm. BNB)                    |
| Bahnhof | 62,192                                                    | Svor früher Röhrsdorf                                    | Svor früher Röhrsdorf                                    |
| Kulminations-/Scheitelpunkt |                                                           | Scheitelpunkt                                            | 559 m                                                    |
| Haltepunkt / Haltestelle | 68,629                                                    | Nová Huť v Lužických horách früher Neuhütte-Lichtenwalde | Nová Huť v Lužických horách früher Neuhütte-Lichtenwalde |
| Abzweig geradeaus und von links |                                                           | von Děčín hl.n. (vorm. BNB)                              | von Děčín hl.n. (vorm. BNB)                              |
| Bahnhof | 70,802                                                    | Jedlová früher Tannenberg                                | 554 m                                                    |
| Bahnhof | 70,406                                                    | Chřibská früher Schönfeld-Oberkreibitz                   | Chřibská früher Schönfeld-Oberkreibitz                   |
| Bahnhof | 80,087                                                    | Rybniště früher Kreibitz-Teichstatt                      | Rybniště früher Kreibitz-Teichstatt                      |
| Abzweig geradeaus und nach rechts |                                                           | nach Varnsdorf (vorm. BNB)                               | nach Varnsdorf (vorm. BNB)                               |
| Haltepunkt / Haltestelle | 83,020                                                    | Krásná Lípa město                                        | Krásná Lípa město                                        |
| Bahnhof | 84,890                                                    | Krásná Lípa früher Schönlinde                            | Krásná Lípa früher Schönlinde                            |
| Abzweig geradeaus und nach links |                                                           | nach Panský (vorm. Nordböhmische Industriebahn)          | nach Panský (vorm. Nordböhmische Industriebahn)          |
| Abzweig geradeaus und von links |                                                           | von Mikulášovice (vorm. Nordböhmische Industriebahn)     | von Mikulášovice (vorm. Nordböhmische Industriebahn)     |
| Abzweig geradeaus und von links |                                                           | von Sebnitz (Sachs) (vorm. BNB)                          | von Sebnitz (Sachs) (vorm. BNB)                          |
| Bahnhof | 90,912                                                    | Rumburk früher Rumburg                                   | Rumburk früher Rumburg                                   |
| ehemaliger Haltepunkt / Haltestelle | 93,470                                                    | Rumburk zastávka                                         | Rumburk zastávka                                         |
| ehemaliger Haltepunkt / Haltestelle | 96,557                                                    | Jiříkov-Filipov                                          | Jiříkov-Filipov                                          |
| ehemalige Blockstelle | 97,488                                                    | Jiříkov výh. č.1                                         | Jiříkov výh. č.1                                         |
| Abzweig geradeaus und nach links · Strecke von rechts |                                                           |                                                          |                                                          |
| Strecke · Abzweig ehemals geradeaus und nach links |                                                           | vlečka                                                   | vlečka                                                   |
| Grenze · Strecke (außer Betrieb) | 97,690                                                    | Staatsgrenze Tschechien–Deutschland                      | Staatsgrenze Tschechien–Deutschland                      |
| Abzweig geradeaus und von rechts · Strecke (außer Betrieb) |                                                           | von Oberoderwitz                                         | von Oberoderwitz                                         |
| Strecke · Kopfbahnhof Streckenende (Strecke außer Betrieb) | 97,855                                                    | Jiříkov                                                  | Jiříkov                                                  |
| Bahnhof | 98,494                                                    | Ebersbach (Sachs) früher Georgswalde-Ebersbach           | 361 m                                                    |
| Abzweig geradeaus und nach links |                                                           | nach Wilthen                                             | nach Wilthen                                             |
| Strecke |                                                           | nach Löbau (Sachs)                                       | nach Löbau (Sachs)                                       |
| |                                                           |                                                          |                                                          |
| Quellen: Frühere Namen Stand 1913. |                                                           |                                                          |                                                          |

Die Bahnstrecke Bakov nad Jizerou–Ebersbach ist eine eingleisige Hauptbahn in Tschechien und Sachsen, die ursprünglich von der k.k. priv. Böhmischen Nordbahn-Gesellschaft (BNB) errichtet und betrieben wurde. Sie verläuft von Bakov nad Jizerou über Česká Lípa (Böhmisch Leipa) und Rumburk (Rumburg) nach Ebersbach/Sa. Über eine kurze Verbindungsbahn war von 1933 bis 2010 der direkt an der Staatsgrenze liegende Bahnhof Jiříkov (Georgswalde) angebunden.

## Geschichte

### Vorgeschichte und Bau
Der Abschnitt von Bakov nach Böhmisch Leipa (heute: Česká Lípa) entstand schon kurz nach dem Preußisch-Österreichischen Krieg von 1866 als erste Eisenbahnstrecke der Böhmischen Nordbahn-Gesellschaft überhaupt. Am 14. November 1867 wurde die Strecke eröffnet. Zügig wurde der weitere Streckenausbau Richtung Norden fortgesetzt, so dass schon am 16. Januar 1869 der Zugverkehr bis Rumburg (heute: Rumburk) eröffnet werden konnte.
Schon vor 1869 gab es Überlegungen, die Strecke Richtung Bautzen und Spremberg entlang der Spree fortzusetzen, um so die kürzeste Linie zwischen Berlin und Wien herzustellen. Sachsen lehnte hingegen eine solche Streckenführung ab, die in direkter Konkurrenz zur eigenen Bahnlinie im Elbtal gestanden hätte. Am 29. September 1869 wurde ein Vertrag zwischen Österreich und Sachsen abgeschlossen, der zumindest den Bau einer Eisenbahnstrecke von Rumburg über Georgswalde-Ebersbach nach Löbau vorsah. Die österreichische Staatsregierung genehmigte der Böhmischem Nordbahn am 17. Juli 1871 den Bau dieser Strecke. Wenig später begannen die Bauarbeiten, die zwei Jahre später abgeschlossen waren.
Am 1. November 1873 wurde die neue Strecke bis zum Grenzbahnhof Ebersbach in Sachsen eröffnet, ein Weiterbau auf sächsischem Gebiet war der BNB nicht gestattet worden. Der Anschluss an das Streckennetz der Kgl. Sächs. Staatseisenbahnen wurde über die gleichzeitig eröffnete sächsische Bahnstrecke Ebersbach–Löbau hergestellt.

### Betrieb
Nach der Verstaatlichung der Böhmische Nordbahn-Gesellschaft ging die Strecke 1908 an die k.k. österreichischen Staatsbahnen über. Nach 1918 gelangte die Bahn zur neu gegründeten Tschechoslowakischen Staatsbahnen ČSD.

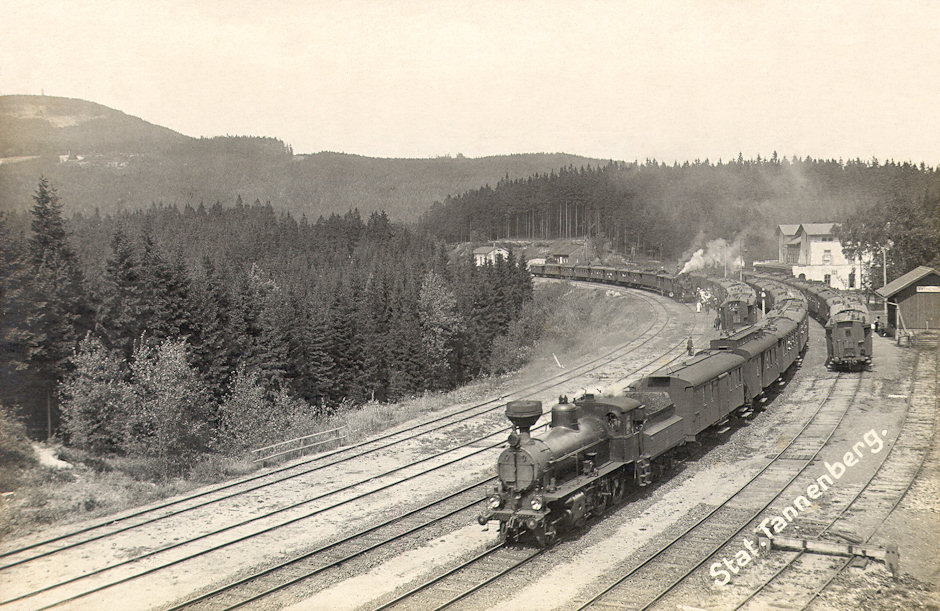
Bahnhof Tannenberg am Scheitelpunkt im Lausitzer Gebirge. Die Anschlussvermittlung zwischen vier Reisezügen war noch bis Anfang der 1990er Jahre üblich. (um 1910)

Mitte der 1920er Jahre erreichte auch das grenzüberschreitende Güterverkehrsvolumen einen neuen Höhepunkt. Ab 1927 bezogen die Vereinigten Aluminium-Werke Berlin für ihr Tonerde- und Aluminiumwerk Schwarzkollm jährlich 100 000 Tonnen Bauxit aus Ungarn. Jeweils von April bis Oktober verkehrten nun täglich 1200-Tonnen-Ganzzüge über die langen Steigungsstrecken des Lausitzer Gebirges. Diese Verkehre endeten erst im Jahr 1990 mit der Stilllegung des Werkes. In dieser Situation kam vor allem der Grenzbahnhof Ebersbach an die Grenzen seiner Leistungsfähigkeit. Die Deutsche Reichsbahn beantwortete das Problem mit einer umfassenden Erweiterung des Grenzbahnhofes in den Jahren 1925 bis 1933. Die ČSD errichteten in Georgswalde unmittelbar an der Grenze auf tschechoslowakischem Staatsgebiet einen eigenen Bahnhof Georgswalde, der ab 15. Mai 1933 vor allem den umfangreichen Binnengüterverkehr aufnahm. Dort begannen fortan aber auch die Fernpersonenzüge nach Prag und Nymburk, während der sächsische Bahnhof Ebersbach nur noch im kleinen Grenzverkehr in der Relation Rumburg–Ebersbach mit Motorzügen angefahren wurde.
Während dieser Zeit begann auch ein Aufschwung an Ferienreisen. So gab es in der Zeit von 1925 bis 1938 durchgehende Verbindungen mit Kurswagen von Georgswalde-Ebersbach über Rumburg nach Prag und Wien. Ungefähr zehn Stunden betrug die Fahrzeit von Rumburg bis in die österreichische Hauptstadt. Genutzt wurden diese Züge vor allem von Geschäftsreisenden und Bildungsbürgern, aber auch von Alpentouristen. Menschen, die weit weniger Geld für Reisen zur Verfügung hatten, fuhren in die beliebten „Sommerfrischen“ des böhmischen Lausitzer Gebirges.
Mit der Verschärfung der Sudetenkrise kam der Eisenbahnverkehr nördlich von Böhmisch Leipa am 22. September 1938 zum Erliegen. Die ČSD fuhr mit Räumzügen ihr Personal und sämtliches mobiles Eigentum ins Landesinnere ab. Die tschechoslowakische Armee zerstörte bei ihrem Rückzug hinter die Schöberlinie ab 24. September neben anderer Infrastruktur auch drei Kilometer Streckengleis zwischen den Bahnhöfen Schönlinde und dem Bahnkilometer 87,7 mit einem Schienenwolf.
Mit dem Münchner Abkommen und dem daraus folgenden Anschluss des Sudetenlandes an Deutschland kam die Strecke ab dem Streckenkilometer 15,507 bei Bösig (Bezděz) bis Ebersbach zur Deutschen Reichsbahn, Reichsbahndirektion Dresden. Nach der Besetzung des Gebietes durch die Wehrmacht am 2. und 3. Oktober 1938 wurde umgehend die Reparatur des zerstörten Abschnittes eingeleitet, die von Arbeitern der Bahnmeisterei Zittau ausgeführt wurde. Für eine Übergangszeit musste der Verkehr zum Teil mit Lastkraftwagen und Bussen bewältigt werden, erst nach Rückgabe der durch die ČSD abgefahrenen Eisenbahnfahrzeuge Ende 1938 normalisierte sich der Eisenbahnbetrieb wieder.
Im Reichskursbuch war die Strecke fortan als Kursbuchstrecke 136a Ebersbach (Sachs)–Böhm Leipa–Bösig–Bakow (Bakov n J) enthalten. Grenzbahnhof mit Paß- und Zollkontrolle war der Bahnhof Bösig, wo nun in die Züge der ČSD bzw. später (ab 1939) in die des Rechtsnachfolgers Protektoratsbahnen Böhmen und Mähren (ČMD-BMB) umgestiegen werden musste. Im Sommerfahrplan 1939 beließ die Reichsbahndirektion Dresden im Wesentlichen die von den ČSD übernommene Fahrplanstruktur, ohne die früheren Durchläufe nach Prag und Nymburk. So verkehrten weiterhin die meisten Züge zwischen Ebersbach und Rumburg als Triebwagen, wo in die lokomotivbespannten Züge nach Böhmisch Leipa umgestiegen werden musste. Einzige wesentliche Neuerung war ein Eilzugpaar von Löbau nach Böhmisch Leipa.
Nach dem Ende des Zweiten Weltkrieges im Mai 1945 kam die Strecke wieder zu den ČSD.
Grenzüberschreitender Verkehr nach Ebersbach fand nach 1945 vorerst nicht mehr statt. Die Züge der ČSD verkehrten nun ausnahmslos von und nach Jiříkov, ohne deutsches Gebiet zu berühren. Erst ab 30. September 1952 verkehrten wieder Güterzüge über die Staatsgrenze. Am 21. August 1968 kam der grenzüberschreitende Bahnverkehr infolge der Invasion der Armeen der Warschauer Vertragsorganisation zum Erliegen. Ab Sommer 1970 konnte man wieder privat in die ČSSR reisen und ab 1971 wurde der regelmäßige Bahnverkehr zwischen der DDR und der Tschechoslowakei wieder aufgenommen.

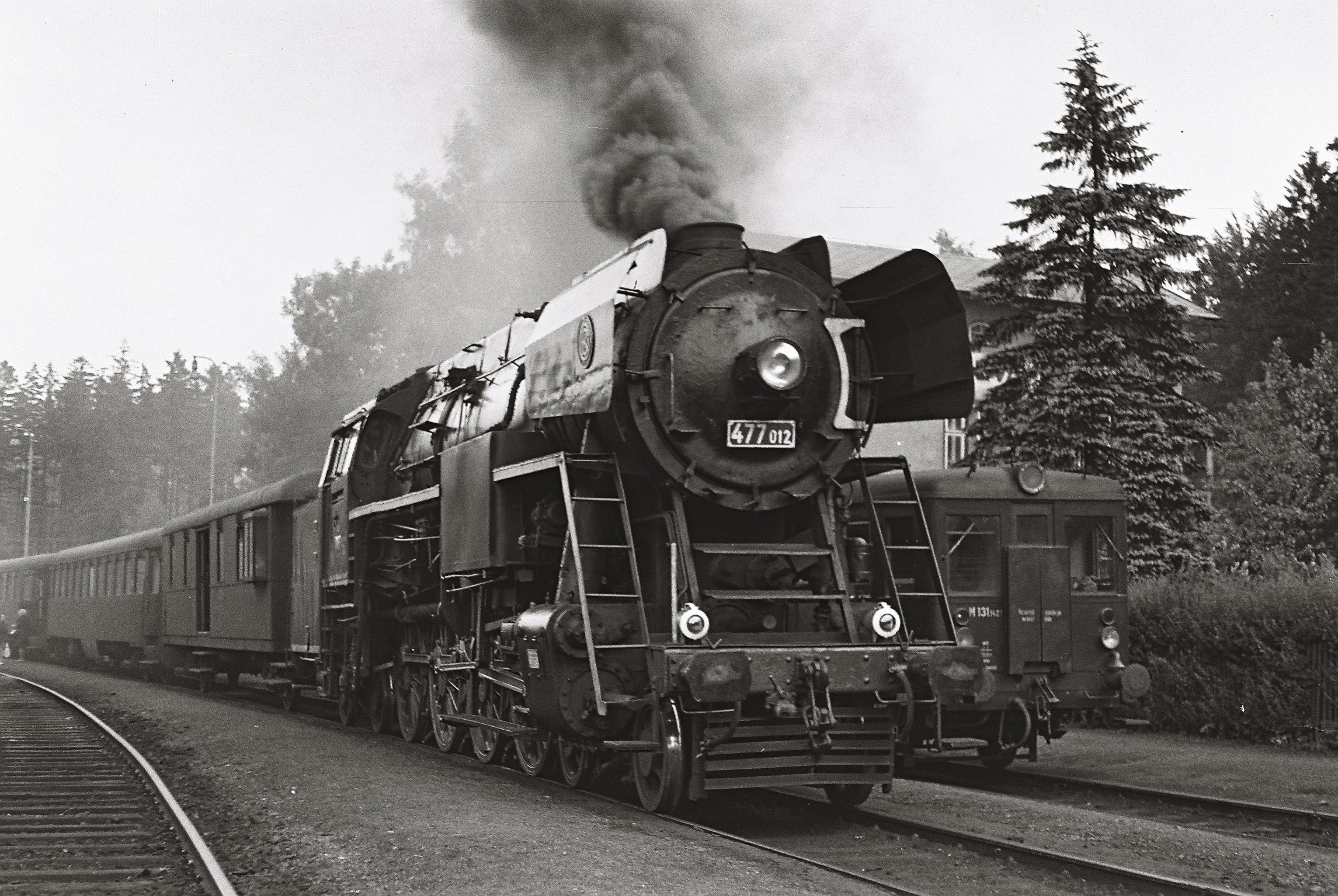
Reisezug mit Dampflokomotive in Jedlová (1974)

Um 1980 transportierte man noch 75 % des Güterverkehrs mit der Eisenbahn. Die Eisenbahngrenzübergänge Bad Schandau/Děčín, Ebersbach/Rumburk und Zittau/Hrádek teilten sich die Transportaufgaben zwischen Nord- und Südeuropa. Über Ebersbach/Rumburk wurden wegen der Steigungen im Lausitzer Gebirge nur leichtere Güter transportiert (u. a. Lkw W50 mit zugehörigen Anhängern, Pkw Škoda, Traktoren, Landmaschinen, Militärtechnik). Ab 1988 zeichnete sich jedoch ein Rückgang der Transporte zugunsten der Lkw-Fahrten ab.
Die Strecke war in den 1970er Jahren eine der letzten der ČSD, wo hauptsächlich Dampflokomotiven zum Einsatz kamen. Der Einsatz von Dampflokomotiven der Einsatzstelle Rumburk endete 1984.
Ab dem 1. Juli 1991 wurde auch der grenzüberschreitende Reisezugverkehr nach Ebersbach mit anfangs drei Zugpaaren wieder aufgenommen.
Am 1. Januar 1993 ging die Strecke im Zuge der Auflösung der Tschechoslowakei an die neu gegründeten České dráhy (ČD) über.  Seit 2003 gehört sie zum Netz des staatlichen Infrastrukturbetreibers Správa železniční dopravní cesty (SŽDC).
Am 10. Dezember 2006 wurde der werktägliche Reisezugverkehr zwischen Rumburk und Jiříkov eingestellt. Der grenzüberschreitende Reiseverkehr nach Ebersbach wurde noch bis zum Fahrplanwechsel im Dezember 2010 an den Wochenenden aufrechterhalten. Die fünf Zugpaare zwischen Rumburk und Ebersbach verkehrten am 11. Dezember 2010 zum letzten Mal. Seitdem gibt es auf diesem Streckenabschnitt keinen planmäßigen Verkehr mehr. Der Reiseverkehr auf diesem Abschnitt ging auf eine neu eingerichtete Linienbusverbindung über.
Anlässlich des Tages der Sachsen 2017 in Löbau gab es vom 1. bis 3. September 2017 wieder regulären Personenverkehr zwischen Rumburk und Ebersbach. Neben einer historischen Zuggarnitur der Ostsächsischen Eisenbahnfreunde (OSEF) verkehrten auch Triebwagen der Länderbahn Trilex.

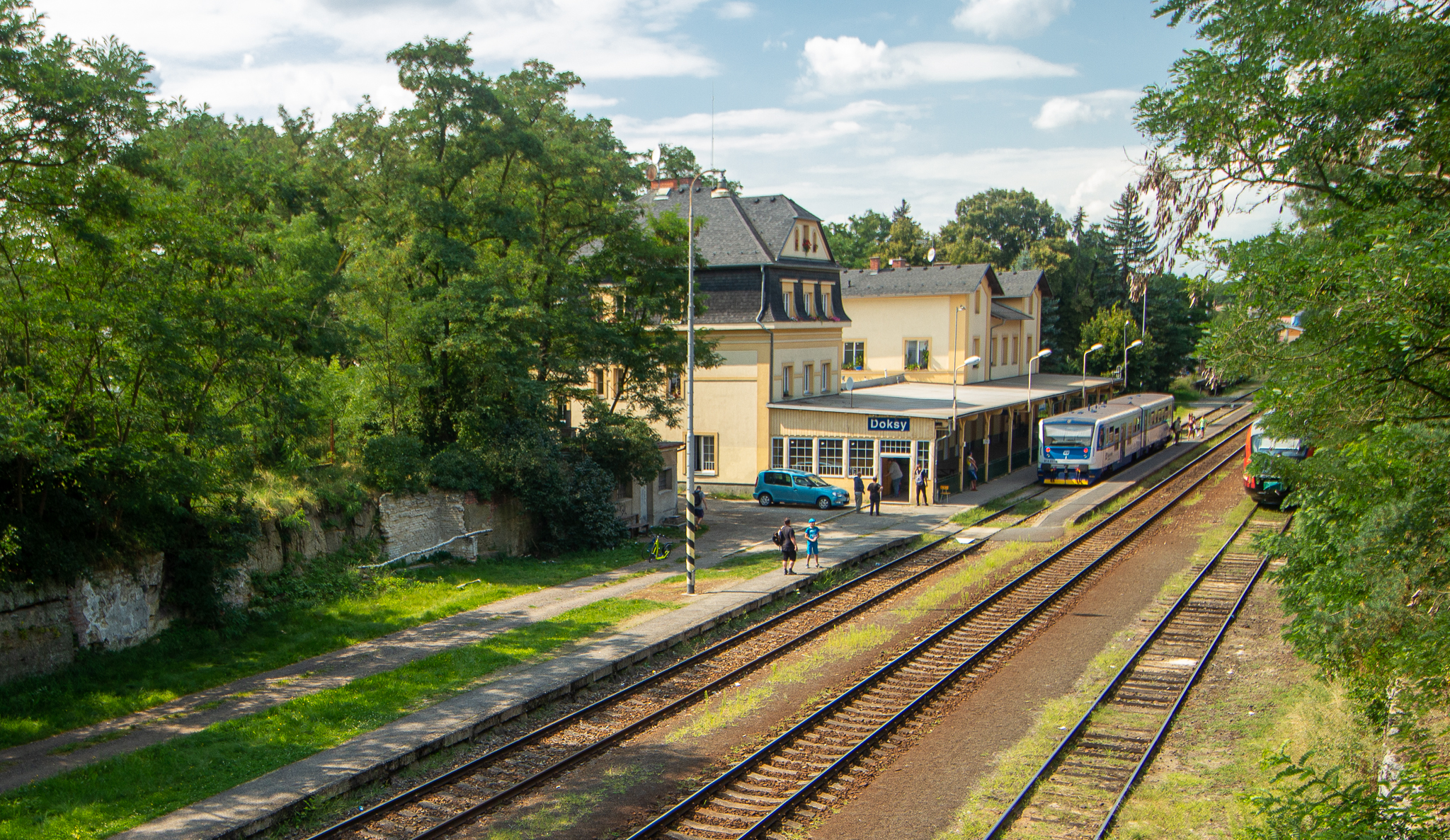
Bahnhof Doksy mit Fürstenpavillon (2021)

Im Zusammenhang mit der Wiederinbetriebnahme des Eisenbahngrenzüberganges Dolní Poustevna–Sebnitz (Bahnstrecke Rumburk–Sebnitz) im Jahr 2014 gab es Überlegungen zur Wiederaufnahme des Reiseverkehrs zwischen Rumburk und Ebersbach. Am 17. August 2021 gab Sachsens Verkehrsminister Martin Dulig bekannt, dass die anschließende Verbindung Ebersbach–Löbau eine von fünf Strecken in Sachsen ist, die das Ministerium für Wirtschaft, Arbeit und Verkehr für eine Reaktivierung für den Schienenpersonennahverkehr untersuchen wolle. Gerechnet wird mit einer Durchbindung der Linie U28 Děčín–Bad Schandau–Rumburk über Ebersbach nach Löbau.
Die Elektrifizierung des Abschnittes Bakov nad Jizerou–Rumburk ist im Rahmen der Dekarbonisierung des Eisenbahnbetriebs bis 2032 vorgesehen.

## Fahrzeugeinsatz

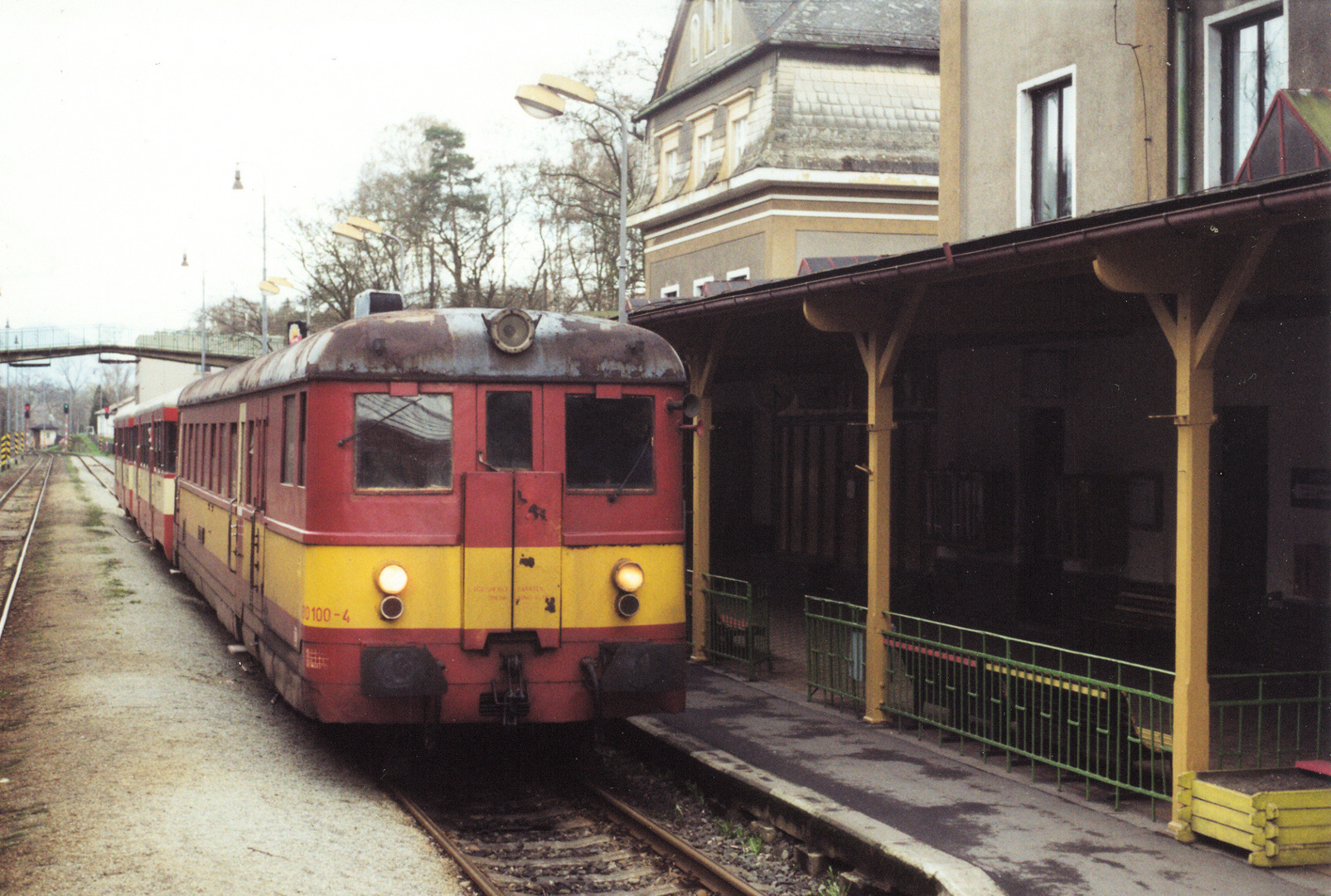
ČD-Baureihe 830 (Doksy, 2001)
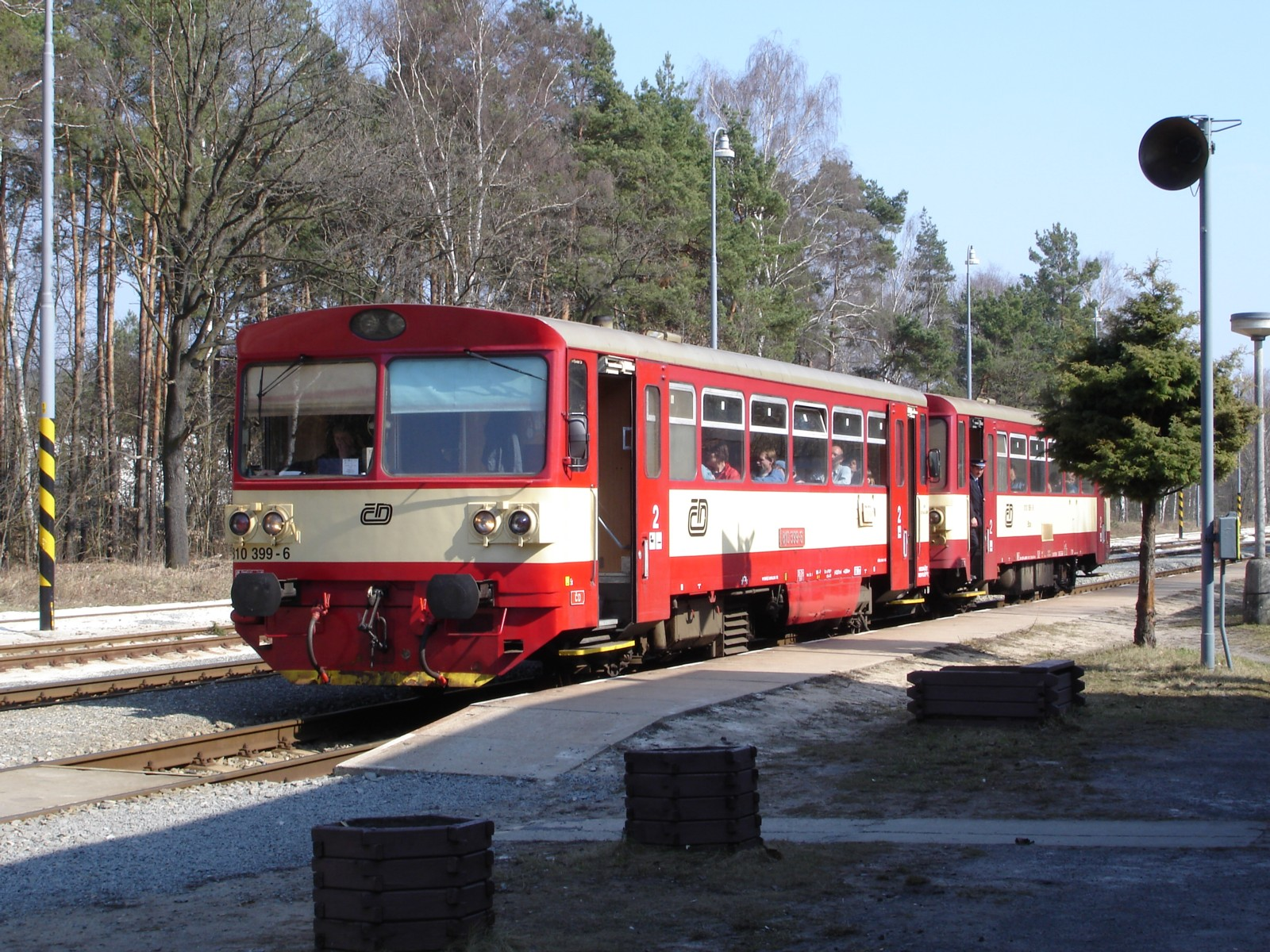
ČD-Baureihe 810 (Jestřebí u České Lípy, 2006)
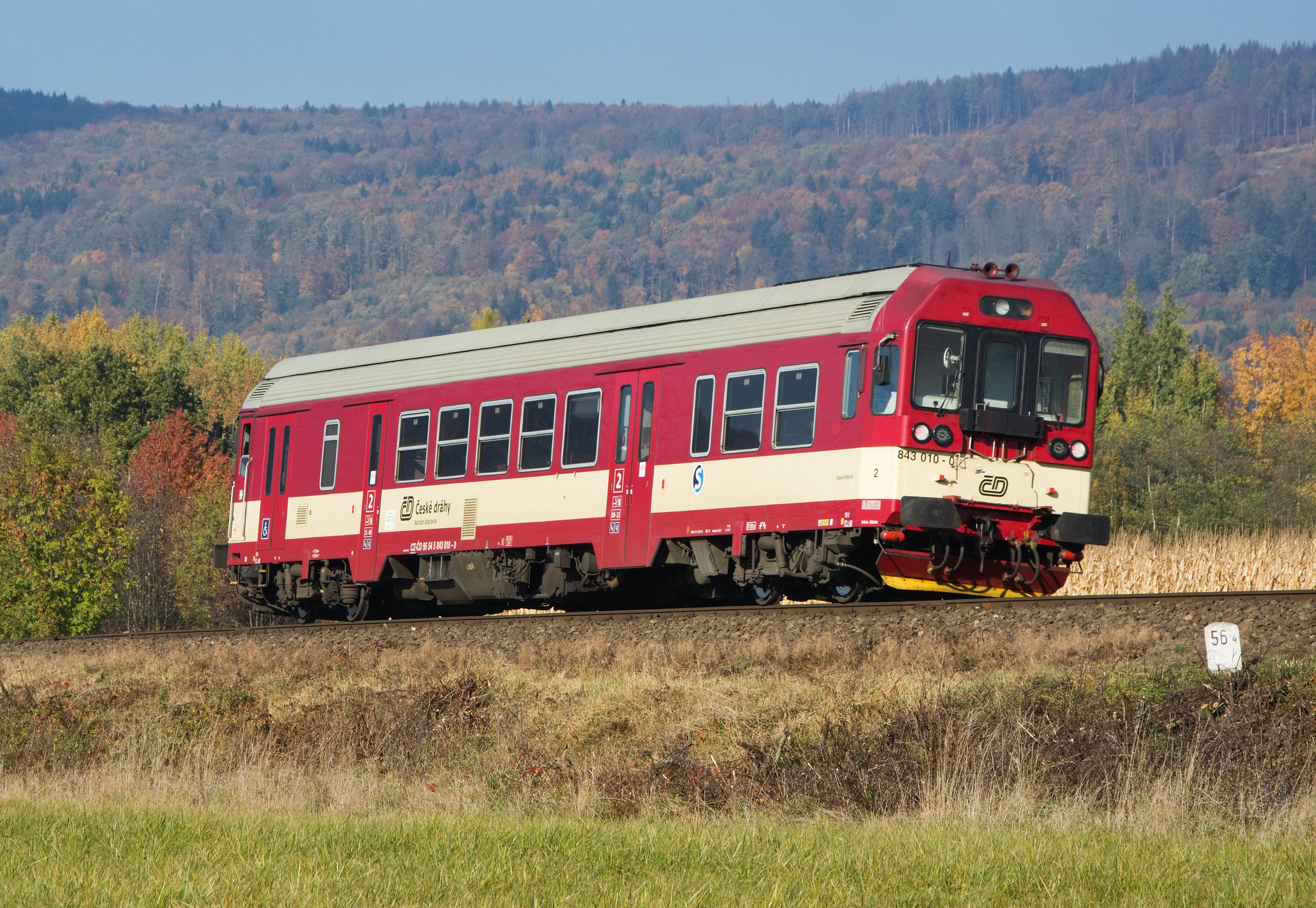
ČD-Baureihe 843 (bei Nový Bor, 2021)
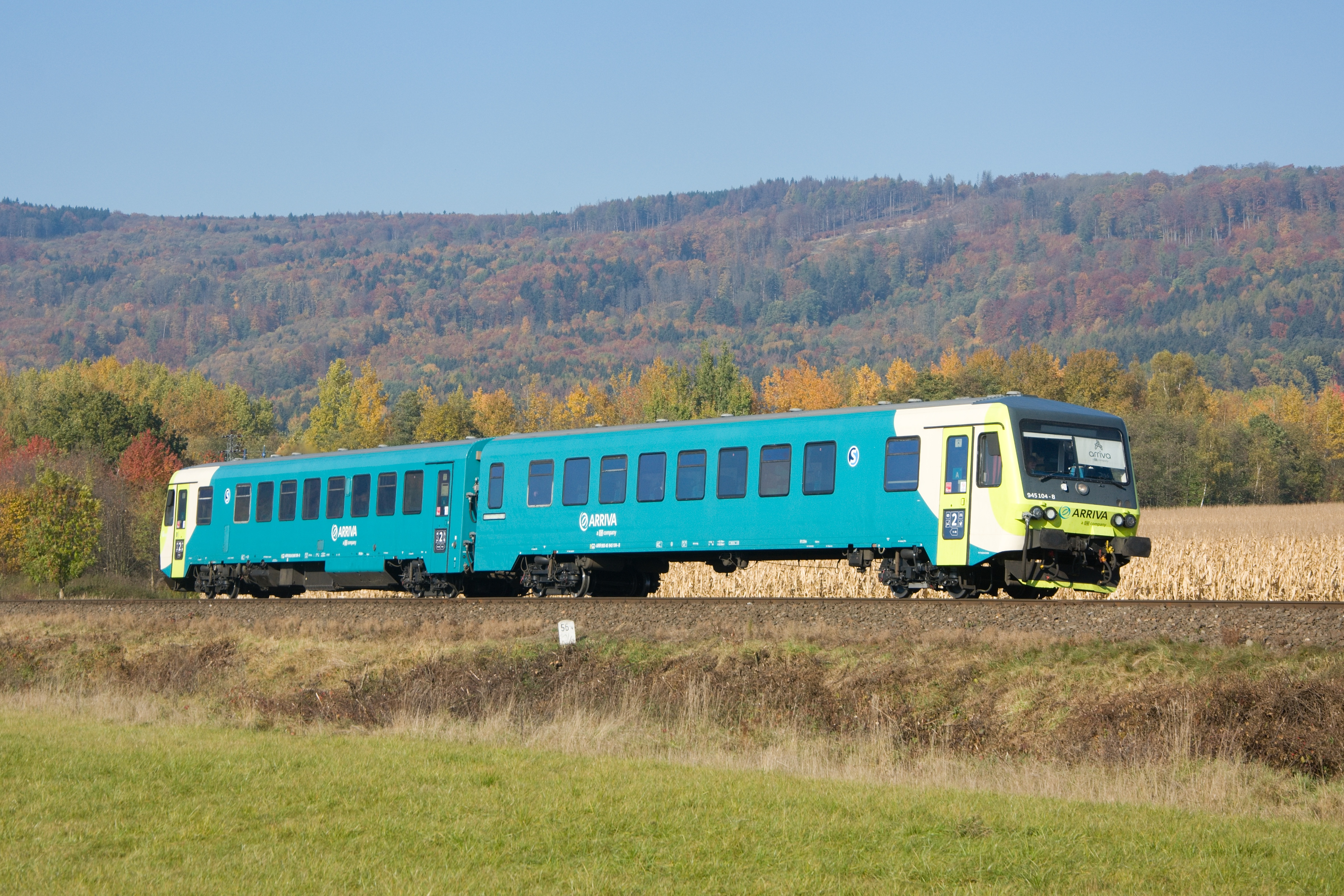
Arriva-Baureihe 845 (bei Nový Bor, 2021)